# Maurice Bembridge
Pour l’article homonyme, voir Bembridge.
Maurice Bembridge, né le 21 février 1945 à Worksop (comté de Nottinghamshire, Angleterre) et mort le 2 mars 2024, est un joueur de golf professionnel britannique.